# لاریسا کاپیتونوا
لاریسا کاپیتونوا (انگلیسی: Larissa Kapitonova؛ زادهٔ ۴ مهٔ ۱۹۷۰) بازیکن فوتبال اهل روسیه است.
وی همچنین در تیم ملی فوتبال زنان روسیه بازی کرده است.